# Отре-ле-Гре
Отре́-ле-Гре (фр. Autrey-lès-Gray) — коммуна во Франции, находится в регионе Франш-Конте. Департамент — Верхняя Сона. Административный центр кантона Отре-ле-Гре. Округ коммуны — Везуль.
Код INSEE коммуны — 70041.

## География
Коммуна расположена приблизительно в 280 км к юго-востоку от Парижа, в 50 км северо-западнее Безансона, в 55 км к западу от Везуля.
По территории коммуны протекает небольшая река Сутруад (фр. Soutroide).

## Население
Население коммуны на 2010 год составляло 441 человек.
| 1962 | 1968 | 1975 | 1982 | 1990 | 1999 | 2010 |
| ---- | ---- | ---- | ---- | ---- | ---- | ---- |
| 533  | 509  | 500  | 482  | 505  | 497  | 441  |

## Экономика
В 2010 году среди 267 человек трудоспособного возраста (15—64 лет) 199 были экономически активными, 68 — неактивными (показатель активности — 74,5 %, в 1999 году было 66,3 %). Из 199 активных жителей работали 178 человек (100 мужчин и 78 женщин), безработных было 21 (8 мужчин и 13 женщин). Среди 68 неактивных 16 человек были учениками или студентами, 26 — пенсионерами, 26 были неактивными по другим причинам.

## Достопримечательности
- Романская церковь Св. Дезидерия[фр.]. Исторический памятник с 1910 года[3]

## Фотогалерея
- Церковь Св. Дезидерия
- Интерьер церкви Св. Дезидерия
- Карта коммуны